# Telinga adolphei
Telinga adolphei is een vlinder uit de familie van de Nymphalidae, uit de onderfamilie van de Satyrinae. De soort is voor het eerst wetenschappelijk beschreven als Satyrus adolphei door Félix Édouard Guérin-Méneville in een publicatie uit 1843.
De soort komt voor in Zuid-India (Kodagu, Nilgirigebergte).